# Schistura nalbanti
Schistura nalbanti és una espècie de peix de la família dels balitòrids i de l'ordre dels cipriniformes que es troba al Pakistan i l'Índia.